# Arvidssons Gjuteri
Arvidssons Gjuteri var ett gjuteriföretag i Arbrå mellan åren 1919 och 1971.

## Historik
Johan Erik Arvidsson född 18 februari 1871 i Västervik, kom till Arbrå på 1890-talet. Han hade fått sin yrkesutbildning vid Ankarsrum och Överums Bruk. Redan som 22-årig var han gjutmästare och kommen till Arbrå hade han ett litet metallgjuteri i Tomtasmedjan.

## Start av Arvidssons Gjuteri

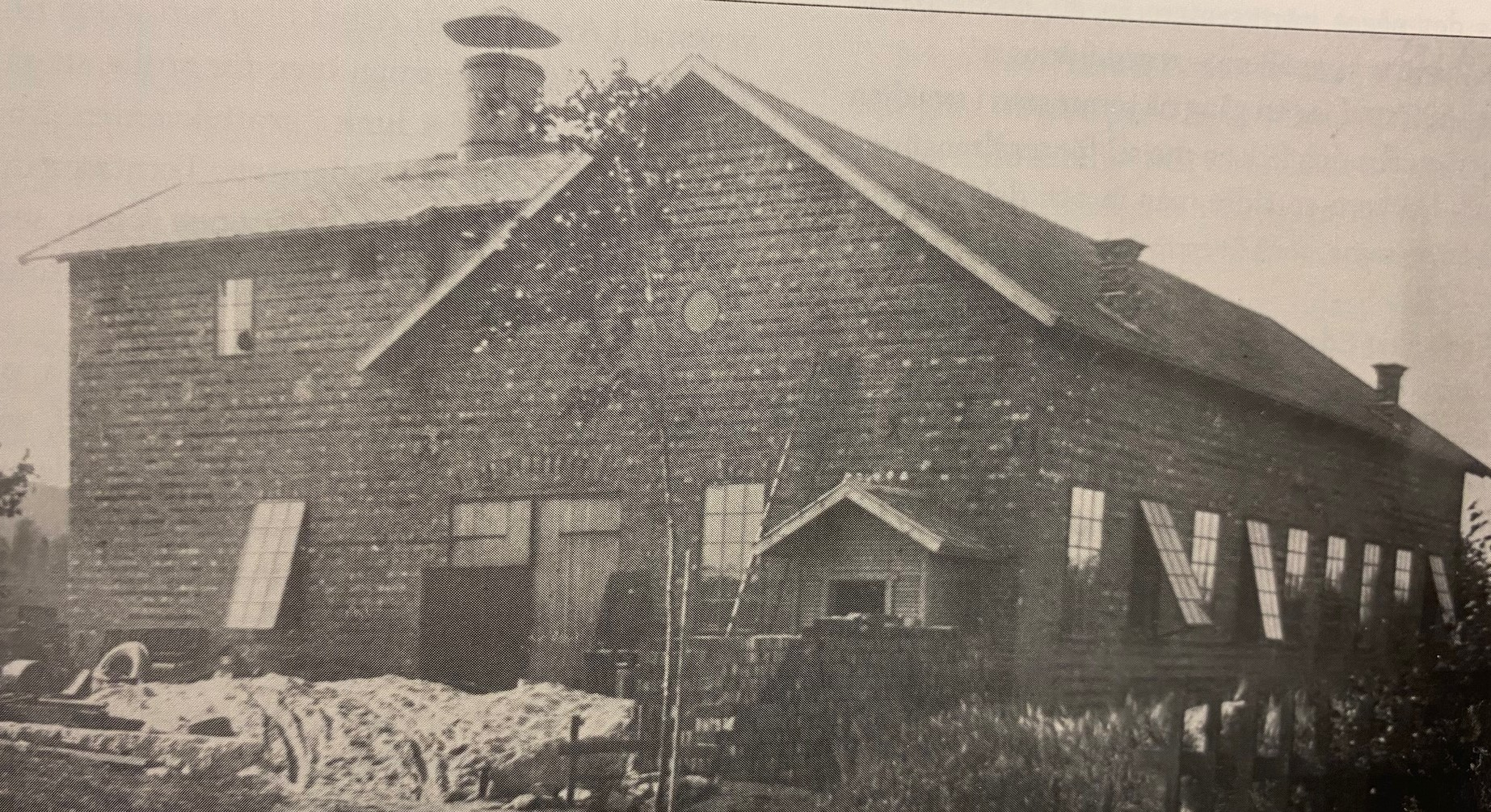
Arbrå Gjuteri - (Arvidssons Gamla Gjuteri), byggt 1919.

År 1919 uppförde Adolf Ungers Industriaktiebolag ett ändamålsenligt gjuteri vid Nyrikes myran med Johan Arvidsson som gjutmästare och han startade senare Arvidssons Gjuteri AB. Kommande åren gick tillverkningen bra och 15 man hade arbete i gjuteriet. Men i mitten på 1920-talet blev orderingången sämre och 1927 stod man inför konkurs och nedläggning.

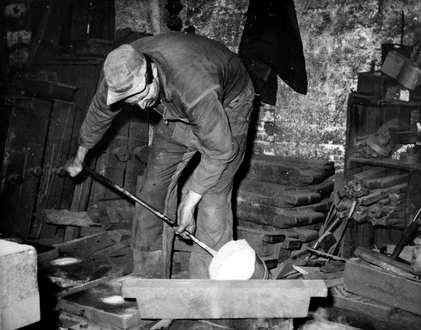
Arvidssons Gjuteri, Yngve Arvidsson fyller en gjutform.

Johan Arvidsson upptog åter hantverket 1929, nu i Skräddartorpets ladugård. Några av sönerna fick efter hand arbete i företaget. Det blev sonen Harald, född 17 december 1907 som kom att driva rörelsen vidare och som tidvis hade 10 – 11 man i arbete och en utbyggnad blev nödvändig. I mer än 30 år stod Harald för chefskapet. 1968 överläts gjuteriet till Yngve Arvidsson och han fortsatte fram till september 1971 då Arbrå Verkstads AB blev ägare. En kort tid därefter jämnades Skräddartorpets ladugårdsbyggnader med marken.

## Byggnaderna idag
Gjuteribyggnaderna från 1919 står fortfarande kvar och har under de gångna åren haft skilda fabrikationer. Under 30-talet tillkom Orex med tillverkning av varmvattenberedare. 1945 övertog Arbrå Smide med smeden Wilhelm Wikström och sonen Gustaf byggnaderna och efter några år användes lokalerna som lagerlokal av Arbrå Verkstads AB. 1966 flyttade Källers Smedja in i för deras del, mer ändamålsenliga lokaler och de var kvar till 1976 då Hälsingetrailer AB övertog lokalerna och fortfarande har sin verksamhet där.